# Aruba Birdlife Conservation

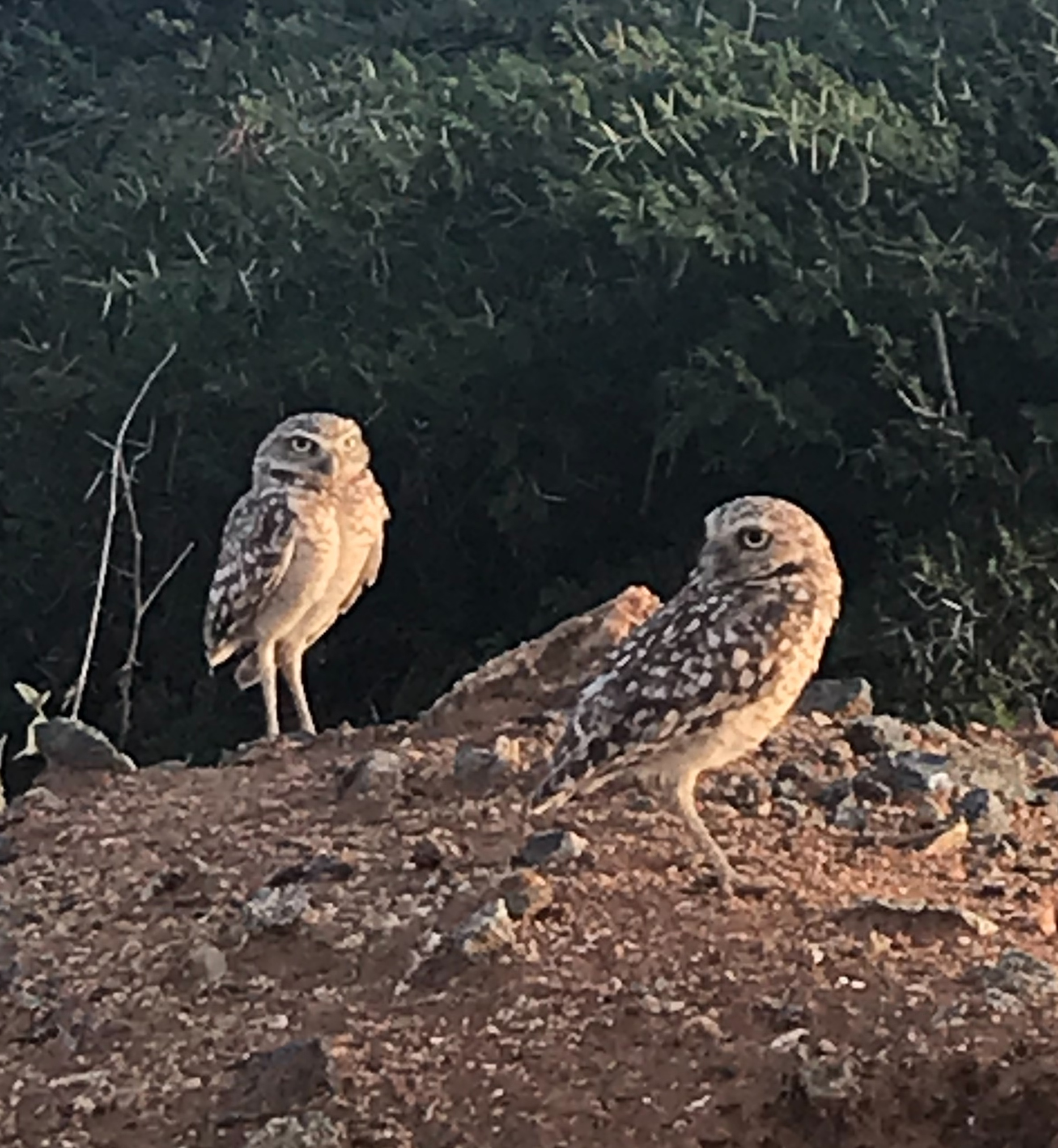
Shoco in Sero Pela

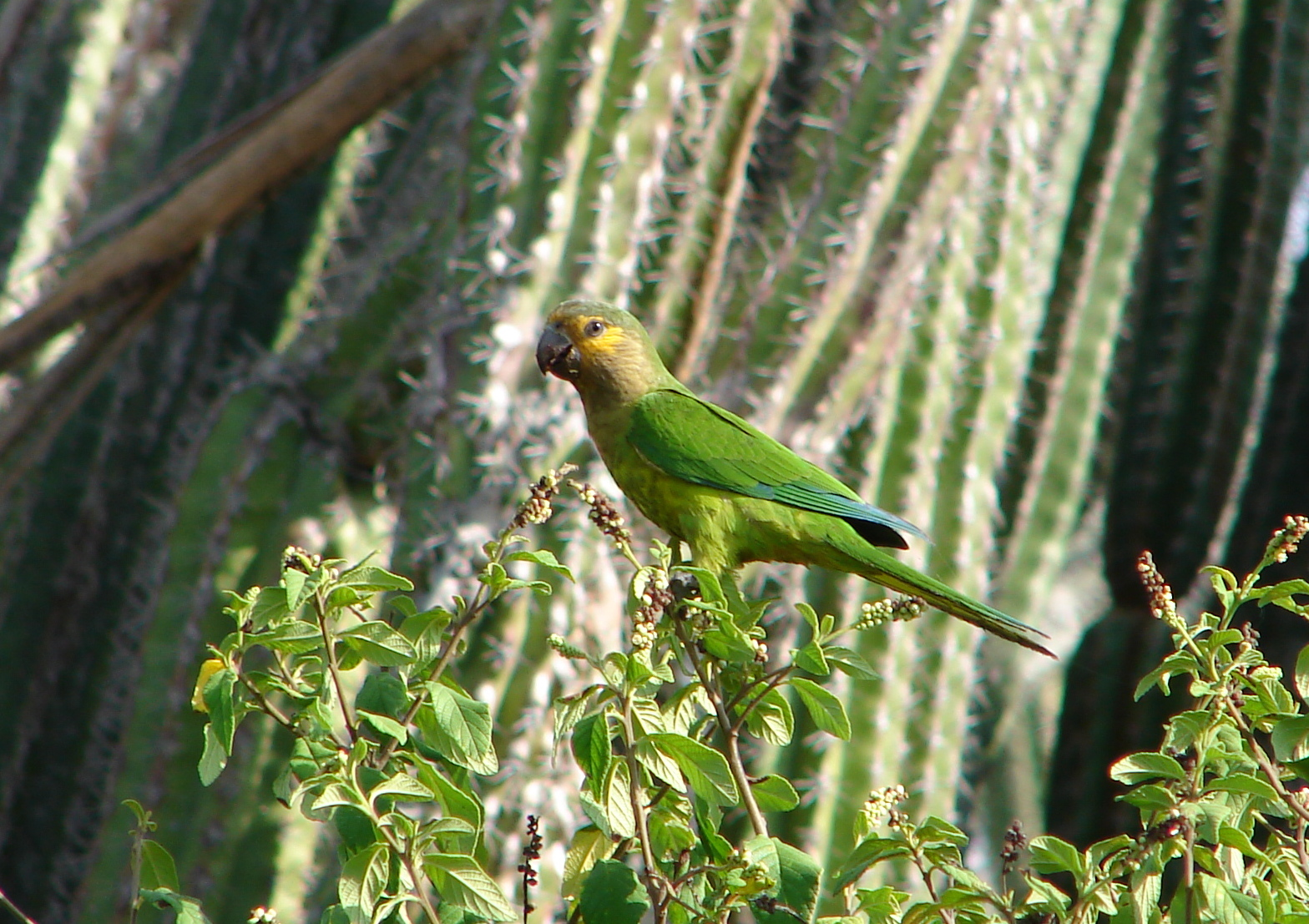
Prikichi in Parke Arikok

Aruba Birdlife Conservation is een natuurbeschermingsorganisatie uit Aruba. De organisatie is in 2010 gesticht en is een niet-gouvernementele non-profitorganisatie. Er zijn 236 geregistreerde soorten vogels op Aruba, waarvan ¾ trekvogels zijn. Aruba heeft twee endemische subsoorten:
- Athene cunicularia arubensis – de shoco (Arubaanse holenuil)[1]
- Eupsittula pertinax arubensis – de prikichi (Arubaanse maïsparkiet)

Aruba Birdlife Conservation heeft als doel de bescherming van de Arubaanse flora en fauna en de conservatie en bevordering van de leefomgeving van vogels.
De projecten van de Aruba Birdlife Conservation zijn:
- een landelijke campagne om de uitsterving van de shoco te voorkomen; als gevolg van de campagne werd de vogel in januari 2012 tot nationaal symbool verklaard.[2]
- De ABC is ook heel actief bezig met veldwerk maar ook bijvoorbeeld op internet met het verspreiden van haar boodschap door middel van fotografie en films, met de bedoeling de Arubaanse bevolking bewust te maken over de eigen vogels en het belang van hun bescherming.
- Landelijke campagne voor het besef van de schade die de invasieve exoot, de boa constrictor, de Arubaanse natuur kan aanbrengen. De populatie van de katoenstaartkonijn (Sylvilagus floridanus), en vogels zoals de shoco en de prikichi was sterk gedaald door het steeds stijgende aantal boa’s, die geen natuurlijke antagonist hebben.[3] Als deel van deze campagne werden er verschillende boavangdagen georganiseerd.
- Organisatie van de eerste landelijke vogeltellingsdag in 2011[3]. Er werden 12.000 scorebrochures gedistribueerd op scholen en de brochure was ook beschikbaar op internet. Er werd samengewerkt met onder meer de Parke Arikok en ook het postkantoor, waar iedereen de ingevulde formulieren kon deponeren. Daarnaast werkt de ABC voortdurend samen met het Centraal Bureau voor de Statistiek van Aruba, voor data-invoer en -analyse. Dit evenement werd gehouden op 18 maart 2011 tussen 7:00 en 9:00 uur 's morgens. De deelnemers moesten gedurende 15 minuten alle vogels noteren die ze in hun tuin zagen.[4]
- Het bestrijden van de illegale afvalstortplaatsen. Na een campagne werd er door de overheid strenger gehandeld. De meeste van deze locaties werden gesanctioneerd en er wordt nu meer gecontroleerd.
- Petitie naar de overheid om de volgende locaties een speciale beschermingsstatus te geven: Californiaduinen, zoutmeren (salinja’s) bij Tierra del Sol, Malmok, Palm Beach en Savaneta, Bubaliplas, Seroe Teishi, Spaans Lagoen (Ramsargebied), Mangel Halto, Rooi Bringamosa, Rooi Taki, Rooi Manoonchi, Rooi Lamoenchi, Rifeilanden van Oranjestad, Reef islands San Nicolaas en alle mangroven. In februari 2013 werd een motie voorgesteld door 12 leden van het Arubaanse parlement om de genoemde gebieden deze speciale status binnen drie maanden te geven[5], dit werd unaniem door de alle 21 leden van het parlement geaccepteerd.[6]
- Broedprogramma's om uitsterving van sommige soorten te voorkomen, met name gericht op de shoco, de prikichi, de katoenstaartkonijn en de patrishi (Colinus cristatus).[7]